# Evolution (videogioco)
Evolution è un videogioco ambientato in varie tappe dell'evoluzione, pubblicato nel 1982 per Apple II e convertito per Atari 8-bit, ColecoVision, Commodore 64 e PC booter. Fu il primo titolo di tipo ludico edito dall'azienda canadese Sydney Development.

## Modalità di gioco
Il gioco consiste in sei livelli, tutti a schermata fissa e basati sull'azione, ma molto differenti tra loro. In ciascun livello il giocatore controlla un diverso essere vivente, sempre più vicino all'uomo dal punto di vista evolutivo, con un diverso obiettivo.
1. Ameba: può fluttuare su tutto lo schermo e deve mangiare tutti i frammenti di DNA. Se entra in contatto con altri microorganismi mobili di vario tipo perde una vita. Può schivarli oppure difendersi attivando uno scudo protettivo, disponibile in quantità limitata.
2. Girino: è dotato di gambe e si muove orizzontalmente alla base dello schermo, che rappresenta un fondale acquatico. Può anche saltare e deve mangiare al volo un certo numero di insetti acquatici, evitando di essere divorato a sua volta dai pesci.
3. Roditore: può scavare gallerie orizzontali e verticali nella terra, per raggiungere dei pezzi di formaggio che appaiono uno alla volta. Deve evitare di essere raggiunto dai serpenti, che non possono scavare, ma seguono la rete di gallerie. Per fermarli, il protagonista può lasciare dietro di sé tre pile di escrementi.
4. Castoro: deve nuotare attraverso un fiume per raccogliere uno alla volta cinque legni e trasportarli dall'altra parte per completare la diga. I nemici da evitare sono alligatori.
5. Gorilla: si muove orizzontalmente alla base dello schermo, mentre in alto delle scimmiette camminano su un ramo e gli rubano la frutta. Lanciando delle noci di cocco in verticale o diagonale, il gorilla deve eliminare un certo numero di scimmie prima che rubino tutta la frutta.
6. Umano: nel futuro, un uomo armato di raggi laser combatte contro creature mutanti. Può camminare su tutto lo schermo e sparare in tutte le direzioni. Anche i nemici sparano, e i raggi di entrambe le parti possono rimbalzare sulle pareti dell'arena.

Se si completa l'ultimo livello viene comunque mostrata un'immagine di devastazione nucleare, e il gioco ricomincia dallo stadio di ameba, a difficoltà aumentata.